# Junonia samoënsis
Junonia samoënsis är en fjärilsart som beskrevs av Hans Rebel 1911. Junonia samoënsis ingår i släktet Junonia och familjen praktfjärilar. Inga underarter finns listade i Catalogue of Life.